# Valpuiseaux
Valpuiseaux ist eine französische Gemeinde mit 621 Einwohnern (Stand: 1. Januar 2022) im Département Essonne in der Region Île-de-France. Sie gehört zum Arrondissement Étampes und ist Teil des Kantons Étampes. Die Einwohner werden Valpuisiens genannt. 

## Geographie
Valpuiseaux liegt etwa 51 Kilometer südlich von Paris. Die Gemeinde liegt im Regionalen Naturpark Gâtinais français. Umgeben wird Valpuiseaux von den Nachbargemeinden Bouville im Norden und Nordwesten, Vayres-sur-Essonne und Courdimanche-sur-Essonne im Nordosten, Maisse im Osten, Gironville-sur-Essonne im Südosten, Mespuits im Süden sowie Puiselet-le-Marais im Westen.

## Bevölkerungsentwicklung
| Jahr                      | 1962 | 1968 | 1975 | 1982 | 1990 | 1999 | 2006 | 2013 |
| Einwohner                 | 287  | 256  | 298  | 388  | 542  | 514  | 603  | 616  |
| Quelle: Cassini und INSEE |      |      |      |      |      |      |      |      |

## Sehenswürdigkeiten
- Kirche Saint-Martin, seit 1926 Monument historique

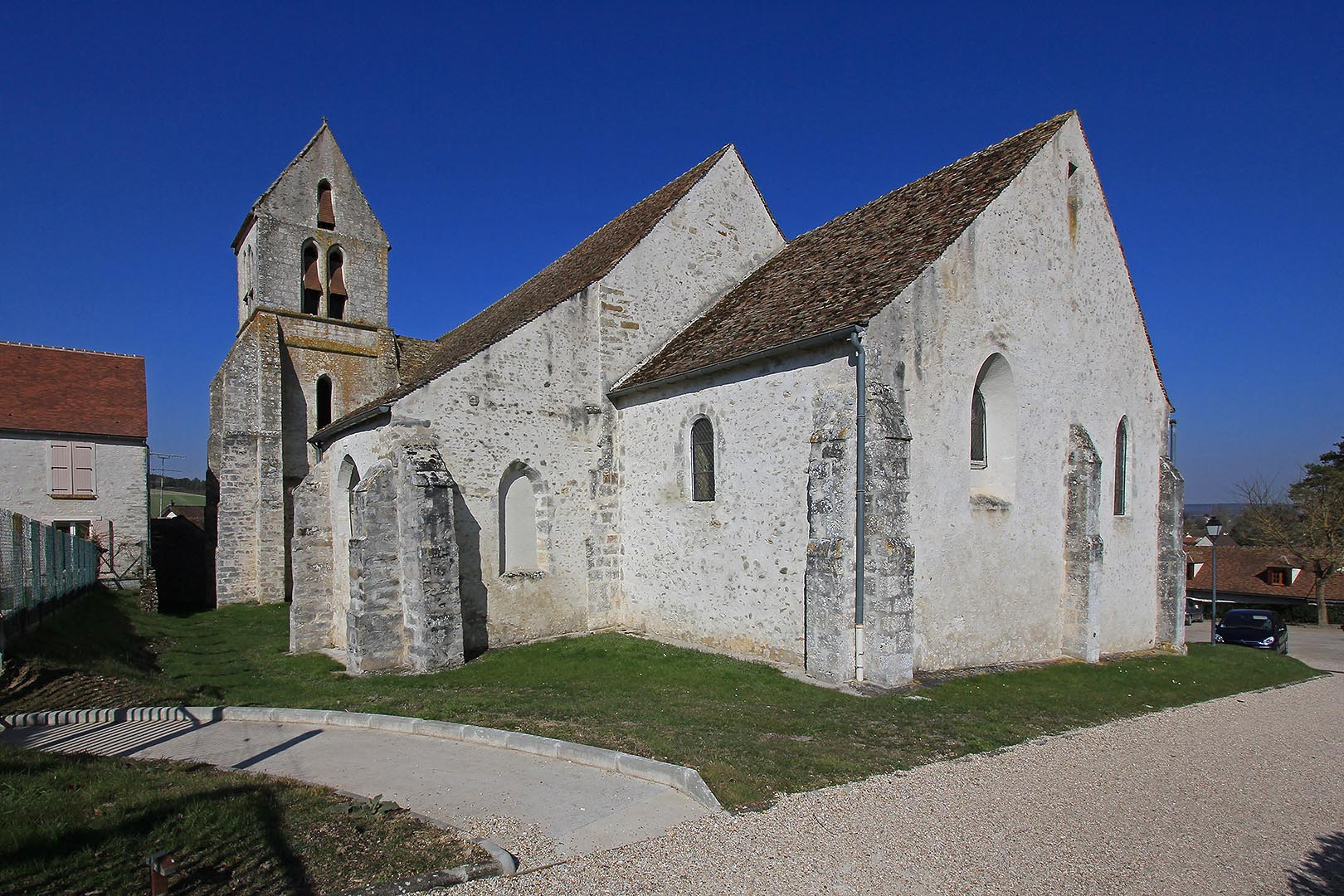
Kirche Saint-Martin

- Kapelle Notre-Dame in Varennes